# Catriona MacColl

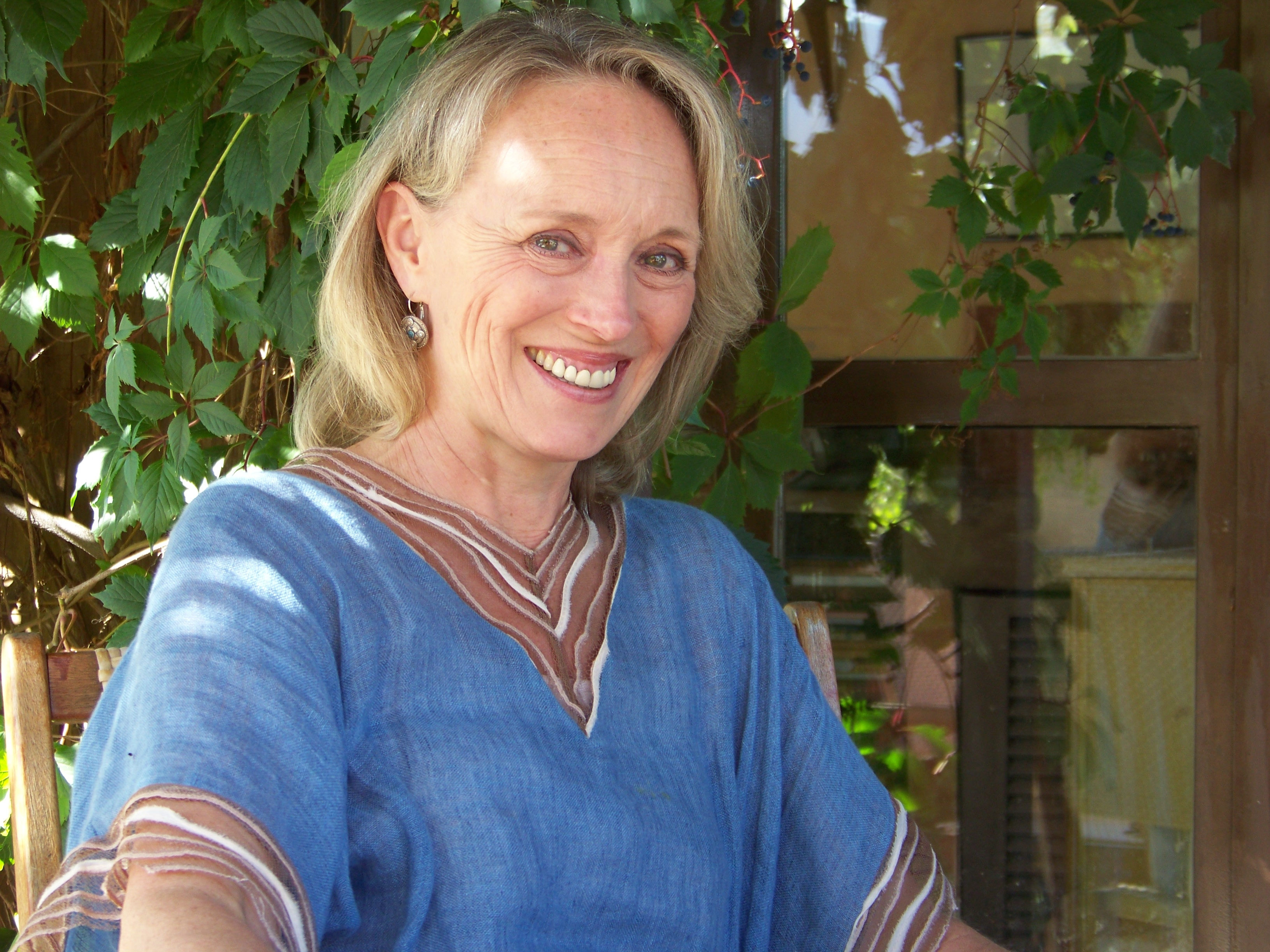
Catriona MacColl, 2010

Catriona MacColl (* 3. Oktober 1954) ist eine britische Schauspielerin.

## Leben
McColl begann als Fünfjährige eine Ballettausbildung, die sie als Jugendliche nach einer Fußverletzung beendete.
Sie ging nach Paris, wo sie 1976 im Fernsehen als Joëlle neben Jean Durand und Jean-Pierre Bisson in einer Folge der Serie Brigade des mineurs debütierte.
Im Kino hatte sie im selben Jahr ihre erste kleine Rolle in Just Jaeckins Film Le dernier amant romantique. In der Berlioz-Folge der französischen TV-Reihe Lebensbilder eines Komponisten spielte sie Camille Moke, die Verlobte von Hector Berlioz. 1978 gab ihr Bernard Toublanc-Michel in Les moyens du bord eine größere Nebenrolle.
Der Durchbruch kam 1979 mit der Titelrolle eines Films von Jacques Demy: In Lady Oscar, der Spielfilmadaption des Mangas Die Rosen von Versailles, war sie die junge Frau Françoise de Jarjayes, die sich als Mann Oscar ausgibt. In diesen Oscar verliebt sich ein Revolutionär (Barry Stokes), doch die Liebesgeschichte endet tragisch. Demy hatte geschlechtliche Schranken in der Liebe und Erotik brechen wollen, doch genau hier lag der Kritikpunkt. So wurde nicht nur Catriona McColls Darstellung kritisiert, sondern auch, dass sie nicht androgyn genug war, um glaubhaft als junger Mann wirken zu können. Der Film wurde im Werk Demys ein Misserfolg.
Nach weiteren französischen Filmen begann sie 1980 ihre Arbeit im Horrorfilm. Lucio Fulci gab ihr die weibliche Hauptrolle neben Christopher George in Ein Zombie hing am Glockenseil (Paura nella città dei morti viventi). Um die italienischen Horrorfilme besser für die Videotheken vermarkten zu können, legte sie sich das schlichtere Pseudonym Katherine McColl zu. Fulci besetzte sie für zwei weitere Horrorfilme: neben David Warbeck in Über dem Jenseits (…E tu vivrai nel terrore! L’aldilà) und neben Paolo Malco in Das Haus an der Friedhofsmauer (Quella villa accanto al cimitero). Als Katharine McColl machte sie sich so einer Fangemeinde bekannt.
Danach spielte sie weiterhin zumeist Nebenrollen in französischen Fernsehproduktionen (Les amours des années grises) und Filmen (Christian Gions Les diplômés du dernier rang). Ab Mitte der 80er Jahre spielte sie auch mehrfach in englischsprachigen TV-Serien (als Ned Beattys Tochter in Die letzten Tage von Pompeji, Episoden in Mitch und Dempsey & Makepeace und Der Hitchhiker). 1988 spielte sie erneut bei Jacques Demy in Trois places pour le 26 und eine sexhungrige Kannibalin in Daniel Colas’ Sexploitation-Horror Die Männerfresser (Mangeuses d’hommes). In den 2000er Jahren spielte sie in der Serie Plus belle la vie (2006) und in einigen französischen Horrorfilmen (Saint-Ange, Chimères – Dreckiges Blut – Die Transfusion des Bösen).

## Filmografie (Auswahl)
- 1980: Ein Zombie hing am Glockenseil (Paura nella città dei morti viventi)
- 1981: Das Haus an der Friedhofsmauer (Quella villa accanto al cimitero)
- 1981: Über dem Jenseits (E tu vivrai nel terrore – L'aldilà)
- 1984: Die letzten Tage von Pompeji (The Last Days of Pompeii)
- 1985: Dempsey & Makepeace (Fernsehserie, 1 Folge)
- 1990: Auf eigene Faust (Counterstrike, Fernsehserie, 1 Folge)
- 1990: Katts & Dog (Fernsehserie, 1 Folge)
- 1991: Angst vor der Dunkelheit (Afraid of the Dark)
- 2006: Ein gutes Jahr (A Good Year)
- 2006: Plus belle la vie (Fernsehserie, 19 Folgen)
- 2012: Kommissar Caïn (Caïn, Fernsehserie, 1 Folge)
- 2013: Wie in alten Zeiten (The Love Punch)